# Michael Rasmussen (ishockeyspelare)
Michael Rasmussen, född 17 april 1999, är en kanadensisk professionell ishockeyforward som spelar för Detroit Red Wings i National Hockey League (NHL).
Han har tidigare spelat för Graz 99ers i Österrikiska ishockeyligan (ICEHL); Grand Rapids Griffins i American Hockey League (AHL) samt Tri-City Americans i Western Hockey League (WHL).
Rasmussen draftades av Detroit Red Wings i första rundan i 2017 års draft som nionde spelare totalt.

## Statistik
| 2013–2014  | Okanagan Hockey Academy U15       |            | 59  | 41 | 46 | 87  | 123 | —  | —  | —  | —  | — |
|            | Okanagan Hockey Academy Elite U15 |            | 2   | 1  | 0  | 1   | 0   | —  | —  | —  | —  | — |
| 2014–2015  | Okanagan Hockey Academy U18       |            | 28  | 27 | 23 | 50  | 36  | 3  | 3  | 5  | 8  | 4 |
|            | Penticton Vees                    | BCHL       | 1   | 0  | 0  | 0   | 0   | —  | —  | —  | —  | — |
|            | Tri-City Americans                | WHL        | 1   | 0  | 0  | 0   | 2   | 3  | 0  | 0  | 0  | 0 |
| 2015–2016  | Tri-City Americans                | WHL        | 63  | 18 | 25 | 43  | 37  | —  | —  | —  | —  | — |
| 2016–2017  | Tri-City Americans                | WHL        | 50  | 32 | 23 | 55  | 50  | —  | —  | —  | —  | — |
| 2017–2018  | Tri-City Americans                | WHL        | 47  | 31 | 28 | 59  | 40  | 14 | 16 | 17 | 33 | 4 |
| 2018–2019  | Detroit Red Wings                 | NHL        | 62  | 8  | 10 | 18  | 29  | —  | —  | —  | —  | — |
|            | Grand Rapids Griffins             | AHL        | 3   | 2  | 0  | 2   | 0   | —  | —  | —  | —  | — |
| 2019–2020  | Grand Rapids Griffins             | AHL        | 35  | 7  | 15 | 22  | 20  | —  | —  | —  | —  | — |
| 2020–2021  | Detroit Red Wings                 | NHL        | 40  | 3  | 9  | 12  | 26  | —  | —  | —  | —  | — |
|            | Graz 99ers                        | ICEHL      | 18  | 5  | 11 | 16  | 42  | —  | —  | —  | —  | — |
|            | Grand Rapids Griffins             | AHL        | 7   | 2  | 4  | 6   | 6   | —  | —  | —  | —  | — |
| 2021–2022  | Detroit Red Wings                 | NHL        | 80  | 15 | 12 | 27  | 66  | —  | —  | —  | —  | — |
| 2022–2023  | Detroit Red Wings                 | NHL        | 56  | 10 | 19 | 29  | 43  | —  | —  | —  | —  | — |
| NHL totalt | NHL totalt                        | NHL totalt | 238 | 36 | 50 | 86  | 164 | —  | —  | —  | —  | — |
| AHL totalt | AHL totalt                        | AHL totalt | 45  | 11 | 19 | 30  | 26  | —  | —  | —  | —  | — |
| WHL totalt | WHL totalt                        | WHL totalt | 161 | 81 | 76 | 157 | 129 | 17 | 16 | 17 | 33 | 4 |

### Internationellt
| Källa: Uppdaterad: 2018-10-05 | Källa: Uppdaterad: 2018-10-05 | Källa: Uppdaterad: 2018-10-05 |         | Utv = Utvisningsminuter | Utv = Utvisningsminuter | Utv = Utvisningsminuter | Utv = Utvisningsminuter | Utv = Utvisningsminuter |
| År                            | Lag                           | Mästerskap                    | Matcher | Mål                     | Assists                 | Poäng                   | Utv                     |                         |
| ----------------------------- | ----------------------------- | ----------------------------- | ------- | ----------------------- | ----------------------- | ----------------------- | ----------------------- | ----------------------- |
| 2016                          | Kanada                        | Ivan Hlinka                   | 4       | 1                       | 2                       | 3                       | 8                       |                         |
| Junior totalt                 | Junior totalt                 | Junior totalt                 | 4       | 1                       | 2                       | 3                       | 8                       |                         |